# Растник
Растник е село в Южна България. То се намира в община Кирково, област Кърджали.

## География
Село Растник се намира в планински район.

## Население
Преброяване на населението през 2011 г.
Численост и дял на етническите групи според преброяването на населението през 2011 г.:
|                     | Численост | Дял (в %) |
| Общо                | 114       | 100,00    |
| Българи             | 3         | 2,63      |
| Турци               | 7         | 6,14      |
| Цигани              | 0         | 0,00      |
| Други               | 0         | 0,00      |
| Не се самоопределят | 0         | 0,00      |
| Неотговорили        | 104       | 91,22     |